# Milva
Maria Ilva Biolcati (italijansko: [maˈriːa ˈilva bjolˈkaːti]), poznana kot Milva, italijanska pevka, gledališka in filmska igralka, * 17. julij 1939, Goro, Emilija - Romanja, Kraljevina Italija, † 23. april 2021, Milano, Italija
Velja za eno največjih interpretk italijanskega šansona. V 60-ih letih dvajsetega stoletja je veljala za primadono italijanske pop glasbe.
Rodila se je šivilji in ribiču v Goru, majhnem kraju v bližini Ferrare v Emiliji - Romanji. Družina se je nato preselila v Bologno, kjer se je Milva glasbeno in igralsko usposabljala ter začela nastopati na različnih pevskih tekmovanjih. Širša javnost jo je spoznala leta 1961, ko je s pesmijo »Il mare nel Cassetto« nastopila na festivalu v San Remu.
Zaslovela je doma in v tujini, nastopala je na glasbenih in gledaliških odrih po vsem svetu. Izdala je številne glasbene albume, poleg domačih tudi v Franciji, na Japonskem, v Koreji, Grčiji, Španiji in Južni Ameriki.
V svoji karieri je sodelovala s številnimi skladatelji in glasbeniki, na primer z Enniom Morriconejem leta 1965, Francisom Laiom leta 1973, Mikisom Theodorakisom leta 1978 (album »Was ich denke« je v Nemčiji postal najbolje prodajani album), Enzom Jannaccijem leta 1980, Vangelisom v letih 1981 in 1986 ter Francom Battiatom v letih 1982 in 1986.

### Zasebno
V zgodnjih 60-ih letih je bila poročena s Mauriziom Corgnatijem. V zakonu se jima je rodila hči Martina.
Umrla je 23. aprila 2021 na svojem domu v Milanu.